# La gioia della musica
La gioia della musica è stato un programma televisivo di approfondimento musicale, in onda su Rai 3 dal 9 maggio 2022 al 24 maggio 2024 e condotto da Corrado Augias.

## Il programma
Il programma era incentrato sulla musica classica e sinfonica e lo faceva trattando dei grandi autori di questo genere musicale. Nel corso delle puntate si parlava anche di orchestre sinfoniche e della storia dei vari strumenti musicali. Il conduttore era affiancato dai direttori d'orchestra Speranza Scappucci e Aurelio Canonici.
Era realizzato dal Centro di produzione Rai di Torino con la collaborazione dell'Orchestra Sinfonica Nazionale della Rai.
Il 20 maggio 2023 è stata trasmessa una puntata speciale in prima serata dal titolo Callas segreta, in occasione del centenario della nascita della cantante.

## Edizioni
| Edizione | Anno | Conduzione     | Periodo        | Periodo        | Puntate         | Studio                                          |
| Edizione | Anno | Conduzione     | Inizio         | Fine           | Puntate         | Studio                                          |
| -------- | ---- | -------------- | -------------- | -------------- | --------------- | ----------------------------------------------- |
| 1ª       | 2022 | Corrado Augias | 9 maggio 2022  | 13 giugno 2022 | 25              | Studio 1 del Centro di produzione Rai di Torino |
| 2ª       | 2023 | Corrado Augias | 17 aprile 2023 | 29 maggio 2023 | 30 + 1 speciale | Studio 1 del Centro di produzione Rai di Torino |
| 3ª       | 2024 | Corrado Augias | 29 aprile 2024 | 24 maggio 2024 | 20              | Studio 1 del Centro di produzione Rai di Torino |